# Куммер, Патриция
Патри́ция Ку́ммер (нем. Patrizia Kummer, род. 16 октября 1987 года) — швейцарская сноубордистка, выступающая в слаломных дисциплинах. Олимпийская чемпионка 2014 года, трёхратный призёр чемпионатов мира, победительница зачёта Кубка мира в слаломных дисциплинах.
Куммер начала участвовать в международных соревнованиях с 28 марта 2002 года и через год, 14 марта 2003 года, участвовала в кубке мира. Она ни разу не занимала призового места ни на одном этапе, но дважды в сезоне 2006/2007 занимала четвёртое место и закончила сезон с лучшим для себя результатом.
На церемонии закрытия зимних Олимпийских игр в Сочи была знаменосцем сборной Швейцарии.

## Зимние Олимпийские игры
| Олимпийские игры | Параллельный слалом | Параллельный гигантский слалом |
| ---------------- | ------------------- | ------------------------------ |
| 2014 Coчи        | 9                   | 1                              |
| 2018 Пхёнчхан    | н/д                 | 16                             |
| 2022 Пекин       | н/д                 | 14                             |

## Зачёт кубка мира

### Общий зачёт
- 2005/06 — 103-е место (412 очков)
- 2006/07 — 19-е место (2580 очков)
- 2007/08 — 98-е место (477 очков)
- 2008/09 — 46-е место (1390 очков)
- 2009/10 — 49-е место (1175 очков)

### Зачёт по параллельным видам
- 2004/05 — 56-е место (70 очков)
- 2005/06 — 39-е место (413 очков)
- 2006/07 — 12-е место (2580 очков)
- 2007/08 — 39-е место (477 очков)
- 2008/09 — 20-е место (1390 очков)
- 2009/10 — 23-е место (1175 очков)